# Esquipulas (Nicaragua)
Esquipulas là một khu tự quản thuộc tỉnh Matagalpa, Nicaragua. Khu tự quản Esquipulas có diện tích 219 ki lô mét vuông. Đến thời điểm năm 2005, huyện Esquipulas có dân số 15877 người.